# Гаунслоу-Сентрал (станція метро)
51°28′17″ пн. ш. 0°21′59″ зх. д. / 51.471389° пн. ш. 0.366389° зх. д.
Гаунслоу-Сентрал (англ. Hounslow Central) — станція Лондонського метро в Гаунслоу лондонського боро Гаунслоу, Західний Лондон. Станція знаходиться на відгалуженні Хітроу лінії Пікаділлі, між станціями Гаунслоу-Вест та Гаунслоу-Іст, у 4-й тарифній зоні. В 2017 році пасажирообіг станції становив 3.95 млн пасажирів.

## Конструкція станції
Конструкція станції — відкрита наземна з однією острівною платформою.

## Історія
- 21. липня 1884: відкриття трафіку до Гаунслоу-беррекс (сьогоденна Гаунслоу-Вест) Metropolitan District Railway (MDR; сьогоденна лінія Дистрикт), без зупинки на станції.
- 1. квітня 1886: відкриття станції під назвою Гестон-енд-Гаунслоу
- 13. червня 1905: завершення електрифікації колії
- 19 грудня 1912: відкриття нового вокзалу
- 1. грудня 1925: станцію перейменовано на Гаунслоу-Сентрал
- 13 березня 1933: відкриття трафіку лінії Пікаділлі
- 9. жовтня 1964: припинення трафіку лінії Дистрикт[3]

## Пересадки
Пересадки на автобуси London Buses маршрутів: 120 та H20.

## Послуги
| Попередня станція | Лінія | Лінія                            | Лінія | Наступна станція |
| ----------------- | ----- | -------------------------------- | ----- | ---------------- |
| Гаунслоу-Вест     |       | Лондонське метро Лінія Пікаділлі |       | Гаунслоу-Іст     |